# Budesonide/formoterol
Budesonide/formoterol, được bán dưới tên thương hiệu Symbicort và một số tên khác, là một loại thuốc kết hợp được sử dụng trong quản lý bệnh hen phế quản và bệnh phổi tắc nghẽn mãn tính (COPD). Thuốc chứa budesonide, steroid và formoterol, β2-agonist tác dụng kéo dài (LABA). Thuốc không được khuyến cáo cho trường hợp bệnh đột ngột xấu đi hoặc điều trị co thắt phế quản hoạt động. Thuốc được dùng bằng đường hít.
Các tác dụng phụ thường gặp bao gồm đau họng, cúm, sổ mũi và nhiễm trùng nấm men. Có những lo ngại thành phần LABA làm tăng nguy cơ tử vong ở trẻ em bị hen suyễn, tuy nhiên mối lo ngại này đã bị bác bỏ vào năm 2017. Do đó, sự phối hợp này chỉ được khuyến cáo ở những người không được kiểm soát bằng loại steroid hít đơn độc. Không rõ có an toàn trong thai kỳ. Cả hai chất formoterol và budesonide đều được bài tiết qua sữa mẹ.
Budesonid /formoterol được phê duyệt để sử dụng y tế tại Hoa Kỳ vào năm 2006. Thuốc nằm trong Danh sách các thuốc thiết yếu của WHO, các loại thuốc hiệu quả và an toàn nhất cần thiết trong một hệ thống y tế. Tại Hoa Kỳ, tính đến năm 2017, chi phí bán buôn của một ống hít là khoảng 30 USD. Tại Vương quốc Anh chi phí tính đến năm 2015 là khoảng £ 35 cho một đơn vị với 120 liều.